# Hrubá míra smrtelnosti
V epidemiologii hrubá míra smrtelnosti, hrubá míra smrtnosti nebo hrubá míra fatality (HMS) či CFR (z anglického case fatality rate) je poměr úmrtí na určité onemocnění ve srovnání s celkovým počtem osob s diagnostikovanou chorobou za určité období. HMS se obvykle vyjadřuje v procentech a představuje měřítko závažnosti onemocnění. HMS se nejčastěji používají u onemocnění s diskrétními, časově omezenými průběhy, jako jsou ohniska akutních infekcí. HMS lze považovat za konečnou, pouze pokud jsou všechny případy rozhodnuté (buď osoby zemřou nebo se uzdraví). Předběžná HMS, například během ohniska s vysokým denním nárůstem a dlouhou dobou rozhodování, by byl podstatně nižší než konečný HMS.

## Terminologie
Úmrtnost - často být špatně zaměňovaná s HMS - je měřítkem relativního počtu úmrtí (buď obecně, nebo z důvodu konkrétní příčiny) v rámci celé populace za jednotku času. HMS je naopak počet mrtvých pouze mezi počtem diagnostikovaných případů.
Někdy se termín poměr smrtelnosti používá zaměnitelně s hrubá míra smrtelnosti ale nejsou stejné. Poměr smrtelnosti případu je srovnání mezi dvěma různými smrtnostmi vyjádřený jako poměr. Používá se k porovnání závažnosti různých nemocí nebo k hodnocení dopadu intervencí.
Z matematického hlediska jsou HMS, které nabývají hodnot mezi 0 a 1 (nebo 0 % a 100 %, tj . nic až vše), ve skutečnosti měřítkem rizika (riziko smrtelného případu) - to znamená, že jsou poměrem výskytu, i když neodrážejí výskyt nemoci. Nejsou to ani míry výskytu, ani poměry (žádný z nich není omezen na rozsah 0–1). Nezohledňují dobu od nástupu nemoci do smrti.

## Míra smrtelnosti na infekci
Stejně jako v případě hrubé míry smrtelnosti se termín míra smrtelnosti na infekci či míra fatality na infekci (MSI) či IFR (z anglického infection fatality rate) vztahuje na ohniska infekčních onemocnění, ale představuje podíl úmrtí u všech infikovaných jedinců, včetně všech asymptomatických a nediagnostikovaných subjektů. Úzce souvisí s HMS, ale pokouší se dodatečně zahrnout nezřejmé infekce u zdravých lidí. MSI se liší od HMS v tom, že si klade za cíl odhadnout míru smrtelnosti u nemocných i zdravých infikovaných: detekovaná nemoc (případy) a nemoc s nezjištěnou chorobou (asymptomatická a netestovaná skupina). (Jedinci, kteří jsou nakaženi, ale nevykazují žádné příznaky, jsou považováni za infekčně nezdnálivé, tiché, subinfekční, ale mohou nechtěně infikovat ostatní.) Podle definice nemůže MSI být větší HMS, protože první číslo přidává ke svému jmenovateli asymptomatické případy.

## Příklad výpočtu
Pokud je u 100 lidí v komunitě diagnostikováno stejné onemocnění a 9 z nich následně zemře na následky onemocnění, HMS by činilo 9 %. Pokud některé z případů v době analýzy ještě nebyly vyřešeny (ani nezemřely, ani se úplně nezotavily), může pozdější analýza zohlednit další úmrtí a dospět k vyššímu odhadu HMS, pokud by nevyřešené případy byly zahrnuty tak, jak byly získány v dřívější analýze. Alternativně by později mohlo být prokázáno, že patogenem byl infikován vyšší počet lidí, což mělo za následek MSI nižší než HMS.

## Příklady
Šest příkladů, které navrhne rozsah možných MSI pro reální nemoci:
- MSI pro španělskou chřipku (1918) byla> 2,5%,[13] asi 0,1 % pro asijskou chřipku (1956-58) a pro hongkongskou chřipku (1968-69)[14] a <0,1 % pro ostatní chřipkové pandemie.[13]
- Legionelóza má MSI asi 15 %.
- MSI pro žlutou zimnici, se i při dobré léčbě, pohybuje od 20 do 50 %.
- Neléčený dýmějový mor bude mít MSI až 60 %.
- Virus Eboly patří mezi nejsmrtelnější viry s MSI až 90 %.[15]
- Naegleriáza (známá také jako primární amébová meningoencefalitida) způsobená jednobuněčný organismem Naegleria fowleri má téměř vždy za následek smrt, přičemž úmrtnost je vyšší než 95 %.
- Virus vztekliny, pokud infikuje neočkovaného jedince, který nevyhledá léčbu, je také extrémně smrtelný, s MSI téměř 100%.